# Season Hubley
Season Hubley (New York, 14 marzo 1951) è un'attrice statunitense.

## Biografia
È nata a New York il 14 marzo 1951 ed è la sorella dell'attore Whip Hubley. È nota per aver preso parte a celebri serie tv americane come Starsky & Hutch e Kojak e per aver recitato in film come Hardcore, 1997: Fuga da New York e Police Station - Turno di notte. La Hubley è stata sposata dal 1979 al 1983 con l'attore Kurt Russell. Nel 1980 hanno avuto un figlio, Boston.

## Filmografia parziale

### Cinema
- Hardcore, regia di Paul Schrader (1979)
- 1997: Fuga da New York (Escape from New York), regia di John Carpenter (1981)
- Police Station - Turno di notte (Vice Squad), regia di Gary Sherman (1982)
- Bella da morire (Prettykill), regia di George Kaczender (1987)

### Televisione
- La famiglia Partridge (The Partridge Family) – serie TV, un episodio (1972)
- Kung Fu – serie TV, 2 episodi (1974)
- A tutte le auto della polizia (The Rookies) – serie TV, un episodio (1975)
- In casa Lawrence (Family) – serie TV, 4 episodi (1976-1977)
- Starsky & Hutch – serie TV, un episodio (1977)
- Kojak – serie TV, stagione 4, episodio 24 (1977)
- Elvis, il re del rock (Elvis), regia di John Carpenter – film TV (1979)
- Miss Marple nei Caraibi (A Caribbean Mystery), regia di Robert Michael Lewis – film TV (1983)
- Ai confini della realtà (The Twilight Zone) – serie TV, episodio 1x09 (1985)
- Alfred Hitchcock presenta (Alfred Hitchcock Presents) – serie TV, un episodio (1985)
- I viaggiatori delle tenebre (The Hitchhiker) - serie TV, un episodio (1987)
- La signora in giallo (Murder, She Wrote) – serie TV, episodi 6x13-12x14 (1990-1996)
- Beverly Hills 90210 – serie TV, un episodio (1998)